# Michael Meert
Michael Meert (* 6 de noviembre de 1953 en Bonn) es un director de cine alemán.
Estudio cine en el  Deutsche Film- und Fernsehakademie Berlin y con los directores polacos Edvard Bernstein-Zebrowsky y Krzysztof Kieslowski. En los años 70 y 80 fue cofundador del Movimiento "VIDEO" donde realizó documentales y obras de video-arte. A partir de los 90 se especializa en hacer documentales sobre música y docudrama. También ha hecho incursiones en el cine antropológico y de naturaleza.
A mediado de los años 90 empezó a interesarse por la música en España realizando documentales sobre Pau Casals, Albéniz, Falla y Lorca Paco de Lucía, sobre Jordi Savall o sobre el flamenco.

## Filmografía (selección)
- Córdoba, el placer de los patios (2009)
- Wom Schönen Leben . Documental con Christina Pluhar, Phillip Jarousky y Gian Luigi Trovesi (2008)WDR
- Beethoven the beginning. Docudrama sobre la infancia de Beethoven en Bonn. 2007
- Herencia flamenca (2005)
- Pablo Casals (2003)
- Light and shade. A Portrait of Paco de Lucía (2002)[2]
- Bad Boy of Music.Docudrama (2000)
- Krieg der TöneTV-movie (1988)
- Nahtstellen Docu ZDF(1984)
- Diesseits des Hindukusch 1982. Docu-videoarte. 1°Premio Público. Montbeliard. Francia.